# Hubert Cordiez
 Hubert Cordiez est un footballeur international belge né le 5 décembre 1954 à Hautrage (Belgique).
Formé à La Louvière, il rejoint le RWD Molenbeek en 1976. Il évolue comme attaquant et marque 20 buts en 81 matches officiels. Le club régulièrement européen à l'époque, parvient en demi-finale de la Coupe de l'UEFA en 1977. 
Hubert Cordiez joue ensuite au Royal Charleroi SC de 1978 à 1980 et au KAA La Gantoise jusqu'en 1987. Il remporte la Coupe de Belgique avec les Buffalos en 1984.
Il compte deux sélections et une cap, acquise le 21 décembre 1977 dans un match amical à Liège contre l'Italie (défaite, 0-1).
Il a également fait partie de l'équipe de Belgique olympique qui a disputé le tournoi pré-olympique 1983-1984.

## Palmarès
- International A belge en 1977 (1 sélection)
- Demi-Finaliste de la Coupe de l'UEFA en 1977 avec le RWD Molenbeek
- Vainqueur de la Coupe de Belgique en 1984 avec le KAA La Gantoise